# ソウゲンワシ

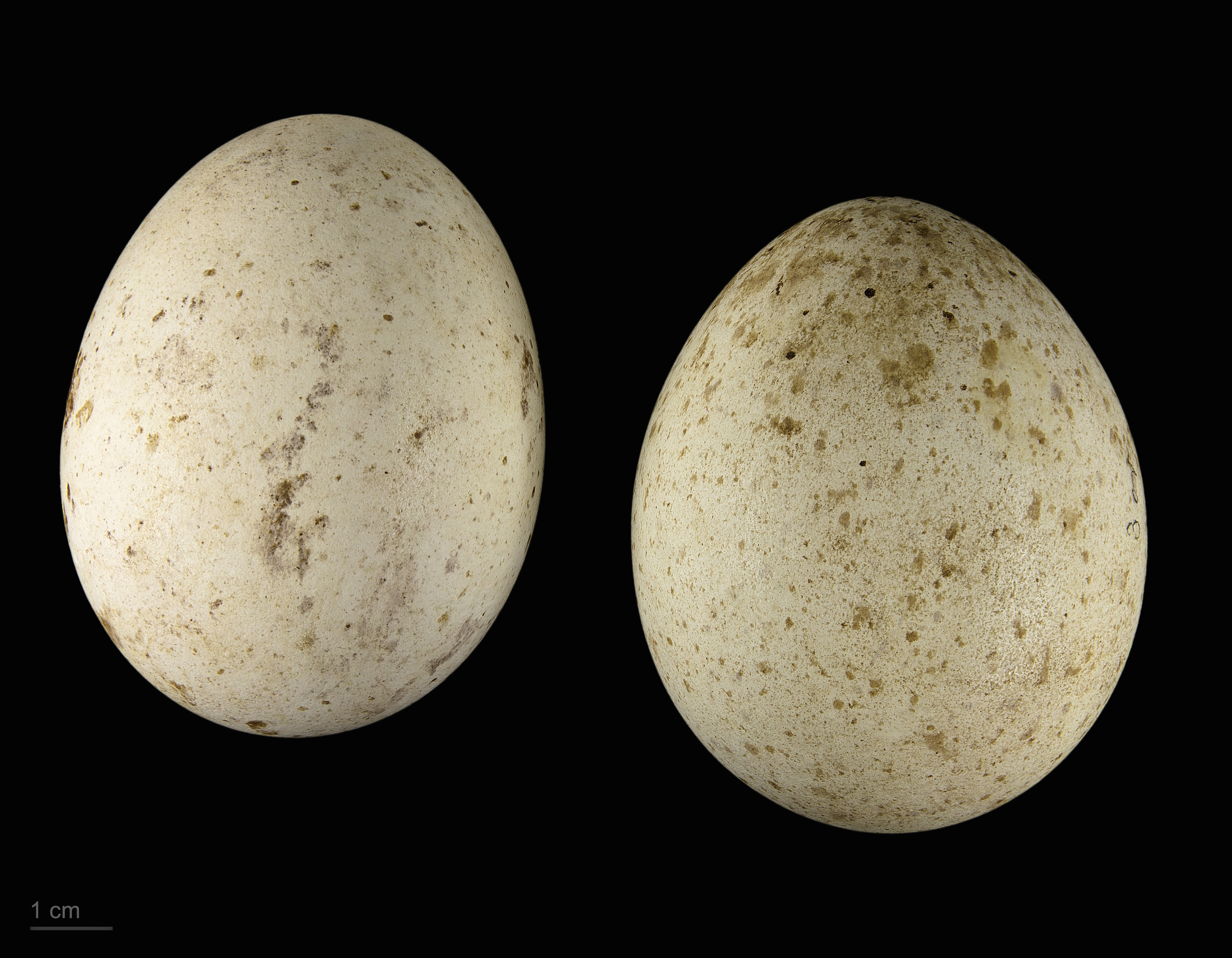
Aquila nipalensis

ソウゲンワシ （草原鷲、Aquila nipalensis）は、鳥綱タカ目タカ科イヌワシ属に分類される鳥。エジプトの国鳥。英名はステップ・イーグル（Steppe- Eagle）。

## 分布
ロシア、ルーマニア、カザフスタン、モンゴル、中国北東部など広域に分布。冬になると南アフリカ共和国、アラブ、中国海南省に移動する渡り鳥である。

## 形態
体長62-81センチメートル、翼長165-215センチメートル、体重2000-4900グラム、バラつきはあるが概してオスよりもメスの方が大きい。幼鳥は翼、尾に白のラインが入るが成鳥になる4-5歳までには全身茶褐色となる。長い間、本種とサメイロイヌワシは同種と考えられていたがその生態を調査した結果、別種という事実が分かった。獲物を丸呑みする大きな口は目のふち辺りまで切れ込み、イヌワシ、サメイロイヌワシと区別する要素の一つである。また飛行時トビのように尺骨側手根骨部が弓なりなサメイロイヌワシと比べ本種はイヌワシと同様に直線的な翼の形状で滑空する。地上や岩場を歩くのに適した足は小さく指も太短い。

## 生態
名前の通り開けた草原、サバンナなどに生息。大型のワシだが、1日の大半を地面や岩場、電柱の上などで何もせず過ごすことが多い怠惰な種である。
生活環境に対しては偏執的な一面を持ち、越冬地に飛来した後も雨量の変化に応じて局所的に場所を変える。頻繁に長距離を移動、春には日に3万羽にもおよぶ本種の渡りがイスラエルエイラットにて観測されている。冬場は100を超える群れを成し、他種の猛禽、特にトビやアシナガワシと共にいることが多い。

### 食性
あまり狩りを好まず主に他の猛禽類の獲物を略奪したり、死肉を食べるスカベンジャーであるが、腐肉は食わず、新鮮なもののみを食す。死肉に群がる同種や他種の猛禽類と入り混じる光景がよく見られる。
餌をめぐるメスの同種間争いは凄まじく頭突きやタックルで相手を威嚇、攻撃する。
餌が乏しい場合や冬場はバッタやイナゴ、シロアリなど昆虫を食したり、自ら小型のスズメ目コウヨウチョウの群れを襲うこともある。また同様に爬虫類やジリス、ネズミなどの小型げっ歯類なども襲うが、狙った獲物を空中から狩るのではなく地上を歩いている時に見つけたものを食すというスタイルである。しばしばハタネズミの巣の前で待ち伏せする本種が目撃されている。このネズミの巣穴付近に巣を作ることが多いのもそのためであると考えられる。
渡り鳥である本種は滞在する場所により食性が大きく変わる。ロシアでは小さなげっ歯類や小動物、渡り中は死肉、南に到着すると狩りをすることはなく、アリ塚を壊し日に2000-4000ものシロアリを主食としながら死肉を漁る。

### 繁殖
どちらか一方が死ぬまで生涯同じペアで年に一度、春から夏の間に1-4つの卵を産む。巣は樹上、岩場、地上に作られるが、電柱、不法投棄された車の上などでも発見されている。
・263ある巣のうち、地上30.4%、樹上又は低木28.3%、残る27.3%は電柱の上だった（2003-2006　カザフスタンにて調査）。

## 人間との関係
カザフスタン共和国の国旗の中央の太陽の下に描かれている。更に左端には鷲の翼 (と雄羊) をモチーフとした伝統的な文様が描かれている。

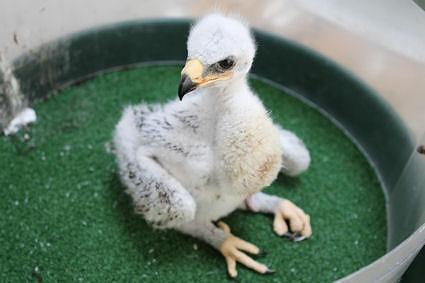
人工繁殖で産まれた
ソウゲンワシの雛（猛禽屋）

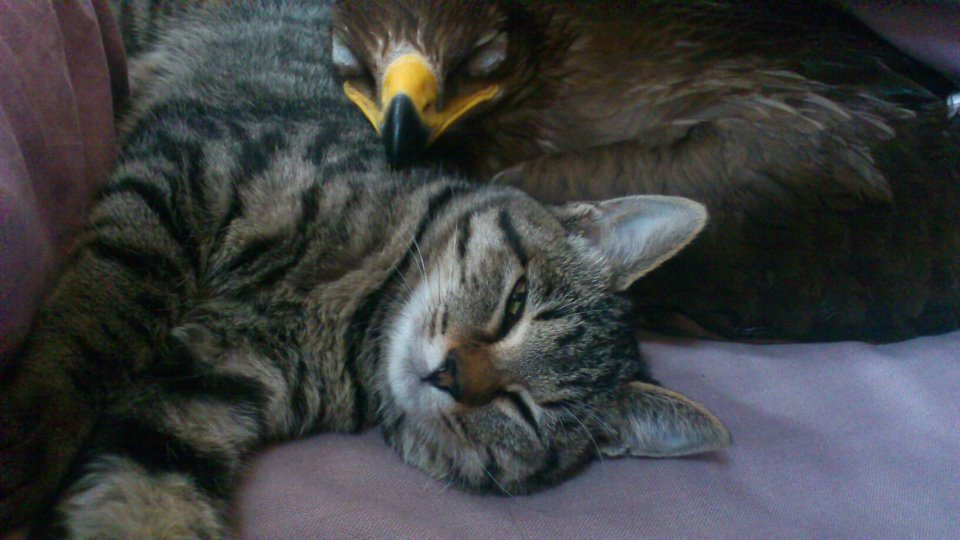
猫に寄り添うソウゲンワシ

ロシアでは調教された本種がオオカミから牧場を守るガードバードとして活躍している。
賢く、順応性がある本種を上手く飼育、調教することが出来ればよく懐き、コンパニオン/ショーバードとして関係を築くことができる。
昨今、人工保育された個体が国内にも輸入されるようになったが元来の気性は激しく、神経質な上、強靭な嘴と爪を併せ持つ。飼育は決して容易ではない。2011年2月19日に、飼育個体のソウゲンワシが東京で逃げ出し騒ぎとなったが、翌日の朝に飼い主宅近くで発見された。平成26年2月1日より特定動物リスト入りしたため、飼育には各都道府県からの許可が必要。
日本で飼育実績のある施設は、大阪市天王寺動物園、ヨーデルの森、松江フォーゲルパークがしられる。